# Einspringer
Als Einspringer werden Schauspieler, Musical- oder Opernsänger bezeichnet, die für erkrankte oder verhinderte Personen einer bereits bestehenden Inszenierung kurzfristig einspringen, jedoch nicht zur regulären Besetzung der Inszenierung gehören, sondern das betreffende Stück bereits an einem anderen Theater meist in einer anderen Inszenierung gespielt oder gesungen haben. In der Regel werden sie durch den Regieassistenten in alle notwendigen Abläufe und Aufgaben eingewiesen.
Es gibt drei verschiedene Arten von Einspringern:
- Der Standby-Darsteller im Theater kennt die Rolle und wartet auf seinen Einsatz.
- Im Gegensatz dazu wird der Cover (wird im englischen oft auch Understudy genannt) kurzfristig zur Mitwirkung verpflichtet. Das geht besonders in der klassischen Oper, wo viele Künstler eine ähnliche Ausbildung haben und die nötigen Partien abdecken können.
- Der Swing hingegen ist schon vorher bei den Aufführungen ständig auf der Bühne und hat von Anfang an mehrere Rollen einstudiert, um bei Krankheits- oder Urlaubsabwesenheiten andere Rollen als seine eigene zu übernehmen. Das ist besonders häufig im Musical anzutreffen, wo das Verletzungsrisiko hoch ist und eine Vertretung Melodie, Choreographie und Text gleichzeitig beherrschen muss.